# Тулун (місто)
Тулун — місто (з 1927) в Росії, адміністративний центр Тулунського району Іркутської області.

## Історія

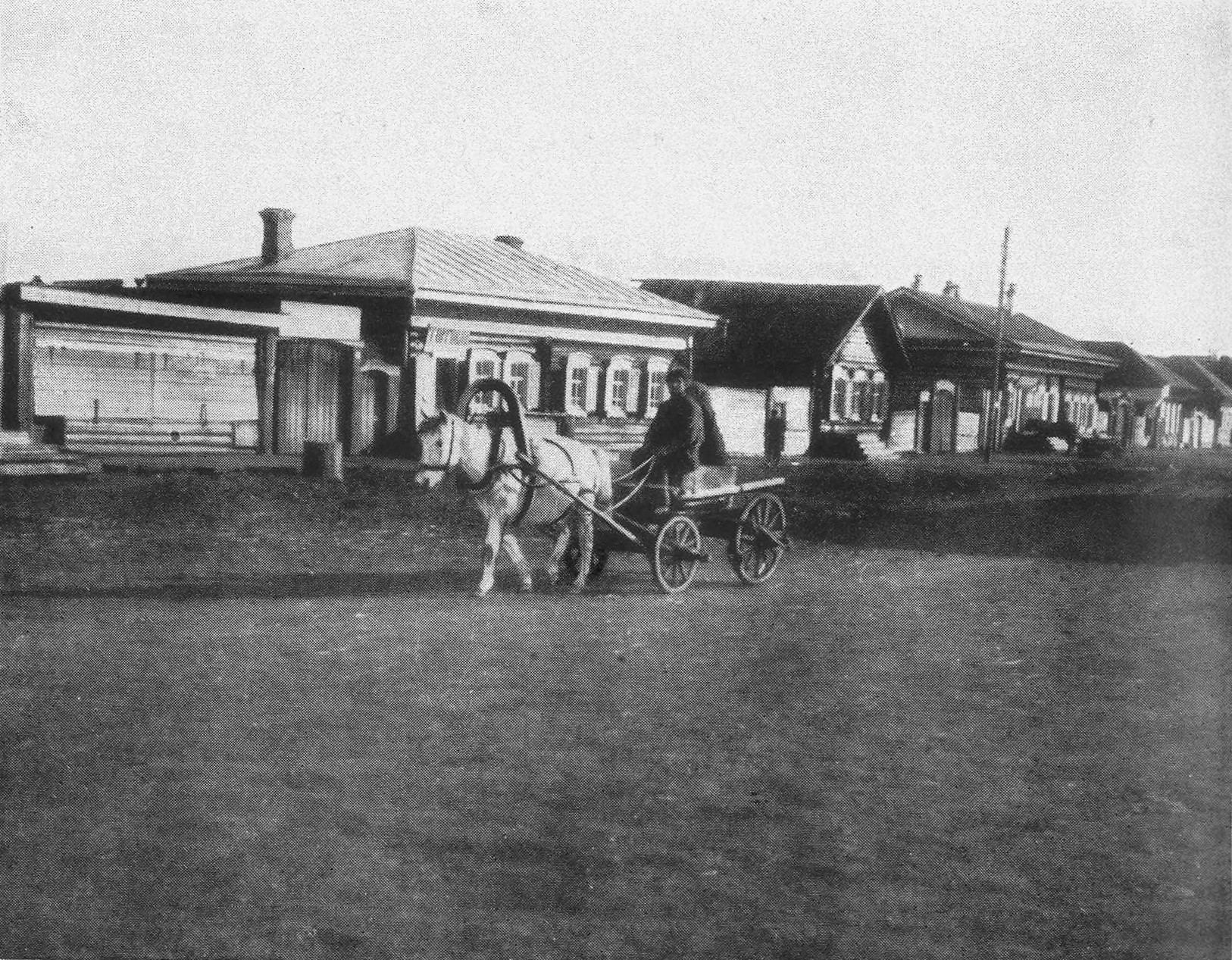
Вулиця в Тулуні, 1913.
(фото Ф. Нансена)

«Тулун» перекладається з бурятської як шкіряний мішок, місто отримало цю назву через розташування у меандрі річки, що огинає його як мішок. Звідси ж і пішов герб міста.
Точних відомостей про дату заснування Тулуна немає. Відомо лише, що невелике поселення з десятка дворів біля річки Ії існувало вже на початку XVIII століття.
Перша письмова згадка про Тулун належить перу відомого вченого, дослідника природи, натураліста, ботаніка Йоганна Георга Гмеліна, який відвідав Тулун в 1735 році у складі академічного загону II Камчатської експедиції, про що зберігся запис в його подорожніх нотатках.
Після будівництва Московського тракту, прокладеного в 1762—1774 роках, почався приплив переселенців в Тулун. Уздовж тракту виникають пересильні пункти, поштові станції. В XIX ст. будується Братський тракт, потім залізниця, що стало потужним поштовхом до бурхливого розвитку села Тулун. У другій половині 19 століття тут проживає до 7 тисяч жителів, діють понад 70 торгових закладів, 2-класне чоловіче та 1-класне жіноче училища, лікарський пункт, аптека, сільська пожежна дружина.
Наприкінці XIX століття завдяки будівництву Транссибірської залізниці стала розвиватися промисловість. У 1897 році у Тулун прибув перший поїзд. На станції Нюра було розпочато видобуток вугілля. У місті функціонував цегляний, лісопильний заводи, млин, шевські та швейні майстерні. На початку 20 століття було відкрито Тулунський казенний винний склад. У дореволюційному Тулуні проживали представники різних національностей — росіяни, українці, буряти, євреї, китайці, цигани, поляки, вихідці з Кавказу і з Середньої Азії.
У 1922 році Тулуну присвоюється статус міста. У 1926 році Тулун стає адміністративним центром новоствореного Тулунського округу. Потужний промисловий розвиток Тулуна відновилося лише в 1950-х роках і тривав аж до початку 1990-х років. За цей період в місті були побудовані гідролізний, скляний, авторемонтний і електромеханічний заводи. Розширено і модернізовано маслоробний і горілчаний заводи, м'ясокомбінат, кондитерська і швейна фабрики, друкарня.
В околицях Тулуна сформувався другий за величиною вуглепромисловий район Приангар'я.

## Географія

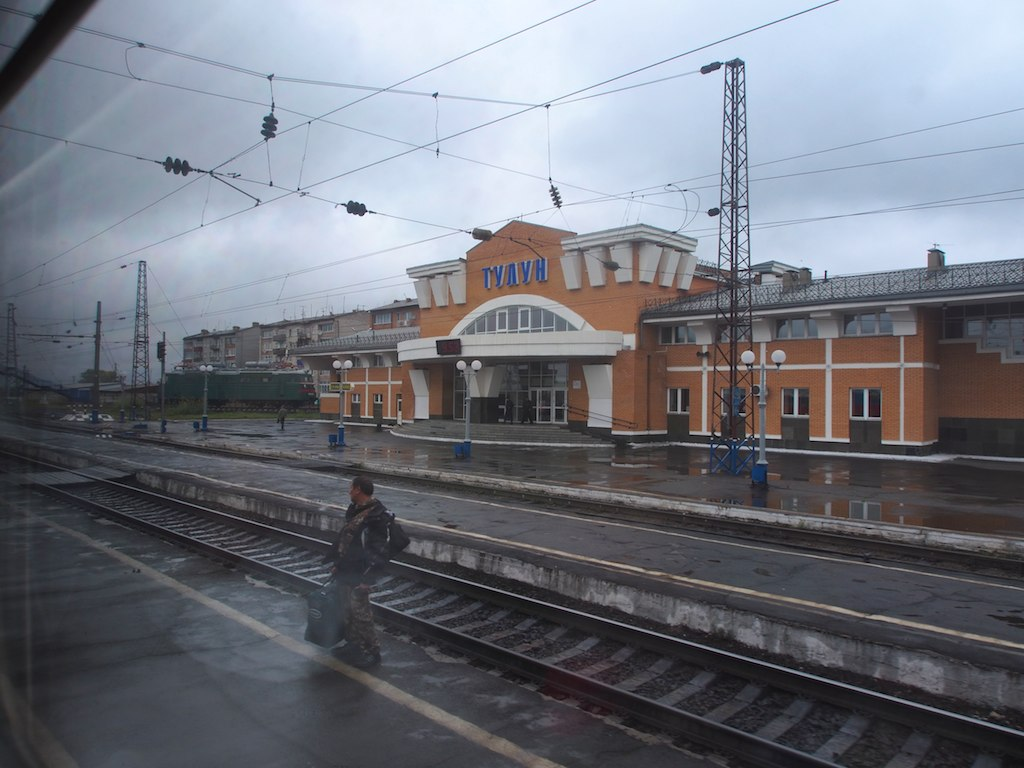
Залізничний вокзал

Тулун розташований наІркутсько-Черемховській рівнині, в лісостеповій смузі передгір'їв Східного Саяну, на річці Ії, притоці річки Оки (басейн Ангари). Розташоване на Транссибірській залізниці, в межах міста діють станції ВСЖД Тулун і Нюра, а також два зупинних пункти. Через Тулун проходять автомобільні дороги федерального значення Красноярськ — Іркутськ і «Вітім» Тулун — Братськ — Усть-Кут і далі на Якутськ, він є вузлом автодоріг місцевого значення, які забезпечують сполучення з населеними пунктами на території району. Відстань до найближчого великого міста Братська, становить 225 км по автомобільній дорозі, до обласного центру — 389 км по залізниці і 428 км — по автомобільній дорозі. Муніципальне утворення «Місто Тулун» на всьому своєму протязі свого кордону оточене землями Тулунського муніципального району.
Особливості економіко-географічного положення Тулуна визначаються гарною транспортною доступністю по відношенню до інших міст Іркутської області і регіонів Російської Федерації. Вигоди транспортно-географічного положення пов'язані з розміщенням на Транссибірській залізниці, розташуванням вузла автомобільних доріг федерального і місцевого значення.

## Економіка
- Тулун — великий центр лісової промисловості[3]
- Вугільні розрізи

## Персоналії
- Соловйов Юрій Васильович (1933—2017) — російський актор, режисер
- Вовк Ангеліна Михайлівна (* 1942) — російська телеведуча та акторка.